# Liste der Kulturdenkmale in Hallig Hooge
In der Liste der Kulturdenkmale in Hallig Hooge sind alle Kulturdenkmale der schleswig-holsteinischen Gemeinde Hallig Hooge (Kreis Nordfriesland) und ihrer Ortsteile aufgelistet (Stand: 10. März 2025).

## Legende
In den Spalten befinden sich folgende Informationen:
- Objekt-ID: die Nummer des Kulturdenkmales
- Lage: die Adresse des Kulturdenkmales und die geographischen Koordinaten. Kartenansicht, um Koordinaten zu setzen. In der Kartenansicht sind Kulturdenkmale ohne Koordinaten mit einem roten Marker dargestellt und können in der Karte gesetzt werden. Kulturdenkmale ohne Bild sind mit einem blauen Marker gekennzeichnet, Kulturdenkmale mit Bild mit einem grünen Marker.
- Offizielle Bezeichnung: Bezeichnung des Kulturdenkmales
- Beschreibung: die Beschreibung des Kulturdenkmales
- Bild: ein Bild des Kulturdenkmales

## Sachgesamtheiten
| Objekt-ID      | Lage                                     | Offizielle Bezeichnung  | Beschreibung | Bild            |
| -------------- | ---------------------------------------- | ----------------------- | --- | --------------- |
| 37492 Wikidata | Kirchwarft (54° 34′ 23″ N, 8° 32′ 41″ O) | Kirchwarft Hallig Hooge | Sachgesamtheit Kirchwarft, auf der Kirchwarft befindliche Gruppe, bestehend aus: Ev. Kirche; von 1637 bis 1642, Westwand von 1825; eingeschossiger Satteldachbau mit polygonalem Chorschluss, Backsteinbau mit Ecklisenen am Chor, mit Eisenankern und Reetdeckung; im Inneren mit Ausstattung; Glockenstapel; im Kern 18./19. Jh.; offener Holzskelettbau mit Spitzhelm mit Glocke von 1841; Kirchhof; im Kern 17. Jh.; Freifläche mit Baumkranz im Südteil; Grabmale; 17. bis 1. Hälfte 20. Jh.; diverse Grabsteine; Pastorat; um 1910; eingeschossiger Halbwalmdachbau mit Giebelzwerchhaus, Schleppdachanbau und hölzernem Freisitz, mit Ziegelfassade und steilem Reetdach, in Formen der Heimatschutzarchitektur. Warft; neuzeitlich; Grünfläche mit Graben. - Begründung: geschichtlich, künstlerisch, Kulturlandschaft prägend - Schutzumfang: Kirche mit Ausstattung und Glockenstapel, Kirchhof mit Grabmalen und Baumkranz, Warft (Kirchwarft); Pastorat (Kirchwarft 1) | Fotos hochladen |

## Bauliche Anlagen
| Objekt-ID      | Lage                                            | Offizielle Bezeichnung                  | Beschreibung | Bild            |
| -------------- | ----------------------------------------------- | --------------------------------------- | --- | --------------- |
| 41820 Wikidata | Hanswarft 4 (54° 33′ 56″ N, 8° 32′ 58″ O)       | Ehemaliges Wohn- und Wirtschaftsgebäude | ehem. Wohn- und Wirtschaftsgebäude; 19. Jh.; eingeschossiger traufständiger Halbwalmdachbau mit Schweifgiebel, Backsteinfassade - Begründung: geschichtlich, Kulturlandschaft prägend - Schutzumfang: gesamtes Objekt - Denkmaltyp: Bauliche Anlage | BW              |
| 37491 Wikidata | Hanswarft 6 a (54° 33′ 56″ N, 8° 33′ 0″ O)      | Ehemaliges Wohn- und Wirtschaftsgebäude | ehem. Wohn- und Wirtschaftsgebäude; 19. Jh.; eingeschossiger traufständiger Satteldachbau mit verbrettertem Halbwalmdachquerhaus, Schweifgiebel und rückwärtigem Spitzgiebel sowie Backsteinfassade - Begründung: geschichtlich, Kulturlandschaft prägend - Schutzumfang: gesamtes Objekt - Denkmaltyp: Bauliche Anlage                                                                                        | BW              |
| 3064 Wikidata  | Hanswarft 11 (54° 33′ 57″ N, 8° 33′ 2″ O)       | Ehemaliges Kapitänswohnhaus             | Alteintragung (Aktualisierung vorgesehen) - Begründung: geschichtlich, künstlerisch, Kulturlandschaft prägend - Schutzumfang: Alteintragung (Aktualisierung vorgesehen) - Denkmaltyp: Bauliche Anlage | BW              |
| 37493          | Kirchwarft 1 (54° 34′ 23″ N, 8° 32′ 41″ O)      | Pastorat                                | Pastorat; um 1910; eingeschossiger Halbwalmdachbau mit Giebelzwerchhaus, Schleppdachanbau und hölzernem Freisitz, mit Ziegelfassade und steilem Reetdach, in Formen der Heimatschutzarchitektur - Begründung: geschichtlich, Kulturlandschaft prägend - Schutzumfang: gesamtes Objekt - Denkmaltyp: Bauliche Anlage, Sachgesamtheit: Kirchwarft Hallig Hooge                                                   | BW              |
| 4072 Wikidata  | Kirchwarft (54° 34′ 23″ N, 8° 32′ 41″ O)        | Kirche mit Ausstattung                  | Ev. Kirche; von 1637 bis 1642, Westwand von 1825; eingeschossiger Satteldachbau mit polygonalem Chorschluss, Backsteinbau mit Ecklisenen am Chor, mit Eisenankern und Reetdeckung; im Inneren mit Ausstattung - Begründung: geschichtlich, künstlerisch, Kulturlandschaft prägend - Schutzumfang: Kirche mit Ausstattung, Glockenstapel - Denkmaltyp: Bauliche Anlage, Sachgesamtheit: Kirchwarft Hallig Hooge | Fotos hochladen |
| 32141 Wikidata | Ockenswarft 2–2 a (54° 33′ 33″ N, 8° 33′ 41″ O) | Wohn- und Wirtschaftsgebäude            | Wohn- und Wirtschaftsgebäude; 19. Jh.; eingeschossiger Halbwalmdachbau mit Schweifgiebel, Backsteinfassade und Reetdach - Begründung: geschichtlich, städtebaulich, Kulturlandschaft prägend - Schutzumfang: gesamtes Äußeres und Dachstuhl - Denkmaltyp: Bauliche Anlage | BW              |
| 8755 Wikidata  | Ockenswarft 6 (54° 33′ 33″ N, 8° 33′ 47″ O)     | Kate                                    | Kate; 19. Jh.; eingeschossiger Halbwalmdachbau mit rückwärtigem Stallbereich, Backsteinfassade und Reetdach; im Inneren mit Zubehör - Begründung: geschichtlich, Kulturlandschaft prägend - Schutzumfang: gesamtes Objekt - Denkmaltyp: Bauliche Anlage | BW              |

## Gründenkmale
| Objekt-ID      | Lage                                     | Offizielle Bezeichnung | Beschreibung | Bild            |
| -------------- | ---------------------------------------- | ---------------------- | --- | --------------- |
| 19375 Wikidata | Kirchwarft (54° 34′ 22″ N, 8° 32′ 41″ O) | Kirchhof               | Kirchhof; im Kern 17. Jh.; Freifläche mit Baumkranz im Südteil - Begründung: geschichtlich, Kulturlandschaft prägend - Schutzumfang: Kirchhof, Grabmale, Baumkranz - Denkmaltyp: Gründenkmal, Sachgesamtheit: Kirchwarft Hallig Hooge | Fotos hochladen |

## Quelle
- Liste der Kulturdenkmale in Schleswig-Holstein – Kreis Nordfriesland (PDF)

- Karte mit allen Koordinaten:
- OSM |
- WikiMap